# 어른
어른(adult) 또는 성인(成人) 또는 대인(大人)은 다 자란 사람, 또는 다 자라서 자기 일에 책임을 질 수 있는 사람을 뜻한다.

## 대한민국의 성인
대한민국에서는 민법상으로는 만 19세 이상의 성인을 가리키나, 일반적으로는 만 18세에 경과할 경우 성인으로 간주되는 국가들이 많으며 대한민국에서도 만 18세에 행사할 수 있는 권리들도 적지 않다. 선거권을 행사할 수 있고, 자동차 운전면허를 딸 수 있으며, 결혼, 납세, 근로 등도 할 수 있게 된다. 또한 과거 옛날에는 사람들이 일찍 죽었던 시절에 어른이 되는 시기가 더 빨랐으며 고려 말기와 조선 초기에는 15세만 되면 어른이었고, 조선 중기부터는 빨라져서 12세가 되어도 어른이 되는 경우도 있었다. 아프리카 문화권도 마찬가지여서 성인이 되는 시기가 유럽보다는 빠른 편이다.
청년(18 ~ 29세로 군대에 갈 수 있는 기간), 장년(30 ~ 49세로 소득수준이 확연히 높거나 있을 때 또는 그런 기간), 중년(50 ~ 64세로 점차 노후를 준비하려는 움직임이 활발해지는 기간), 노인(65세 이상으로 환갑을 넘긴 뒤부터 사망할 때까지의 기간) 등으로 나누기도 한다.

### 독립
만 19세 이상 대한민국에서 대학생의 부모로부터의 독립은 어려운 일이다. 알바몬이 2016년 1,144명의 대학생을 상대로 설문조사한 결과에 따르면 68.7%의 대학생들이 "나는 아직 어른이 아니다"라고 하고 있다. 49.5%의 대학생들이 아직 부모의 경제적 지원, 보호 하에 살고 있기 때문에 그렇게 느낀다고 하였다.
2014년 대학내일 20대 연구소에서 대학생 400명을 상대로 설문조사한 결과 주거비, 등록금을 제외한 대학생 월평균 생활비는 33만 4천 원이다. 학업을 병행하면서 등록금, 주거비, 생활비를 대학생이 다 벌기는 불가능하다.
대학 졸업 후에도 취직하지 않거나 취직하더라도 부모의 보호를 벗어나지 못하는 20-30대도 있다. 잡코리아가 성인 3,574명을 대상으로 조사한 결과 20대의 43.7%, 30대의 33.7%, 40대 이상의 18%가 자신이 캥거루족이라고 하였다. 20-30대 기혼자 중에도 캥거루족이라 답한 비율이 각각 25.8%, 20.4%다. 이들은 여전히 부모로부터 경제적인 지원을 받는 것으로 나타났다.(68.2%) 대학 졸업, 취직, 또는 결혼 후에도 부모의 지원을 받게 되는 가장 어려운 점은 집값 부담(69.1%)과 생활비 부담(64.7%)이 있었다. 취업 또는 결혼을 하고도 부모에게 얹혀사는 이들을 '신 캥거루족'이라고 부른다.
대한민국 청년의 독립이 어려운 이유는 과거에 비해 둔화된 경제성장과 취업난, 자립성을 길러주지 못하는 교육정책, 자녀 보호를 많이 하는 가족문화, 청년 세대의 독립에 대한 자신감 부족 등이 있다. 청년들의 독립이 어려워짐에 따라 부모의 경제적 부담과 노후 준비 어려움이 생기는 문제점이 있다.

### 성인의 권리와 의무
| 성인    | 권리와 의무                                                    |
| 만 19세 | 술, 담배, 성인용 온라인 사이트 등 성인물, 민법상 성인, 병역 등 |
| 만 18세 | 선거권, 자동차 운전면허, 결혼, 납세, 근로 등                   |